# Škvořetice (pohřebiště)
Žárové pohřebiště u Škvořetic je archeologická lokalita asi jeden kilometr jihozápadně od Škvořetic v okrese Strakonice. Nachází se v nadmořské výšce 480–500 metrů na jižním svahu vrchu Hradiště na rozhraní katastrálních území Škvořetice a Sedlice. Pohřebiště patří mezi největší pravěké lokality svého typu v Čechách a bylo využíváno na přelomu doby halštatské a laténské. Lokalita je chráněna jako kulturní památka.
Pohřebiště objevil majitel pozemku F. Prošek ze Škvořetic v roce 1883. Rozsáhlý výzkum provedl v roce 1887 nebo 1888 baron A. Koller, který zde prozkoumal údajně 500 (pravděpodobně výrazně méně) hrobů. Hrobové jámy byly překryté plochými kameny. Jejich hloubka dosahovala asi jeden metr a průměr se pohyboval v rozmezí od 0,5 do jednoho metru. Průzkum byl veden neodborným způsobem a nalezená keramika byla vyhozena, protože ze střepů nebylo možné  sestavit celé nádoby. Uchovány byly pouze bronzové a železné předměty, ale i ty se časem ztratily. Patřily k nim náramky, bronzová zdobená deska, šperk složený ze 68 bronzových knoflíků, zlomky nádob, koňská udidla, dva hroty kopí, nože a dýka.